# Bernardo Mozo de Rosales
Bernardo Mozo de Rosales (Sevilla, 20 d'agost de 1762 - Agen, 4 de juliol de 1832) va ser un polític espanyol.

## Biografia
Diputat reaccionari en les Corts de Cadis fou qui lliurà a Fernando VII, al seu retorn de França, l'anomenat Manifest dels Perses. Per això, el Rei li concedí el títol de marquès de Mataflorida. L'1 de novembre de 1819 fou nomenat secretari de Despatx de Gracia i Justícia càrrec que ocuparia fins al 20 de març següent.
Exiliat a França durant el Trienni liberal, formà part de l'anomenada Regència d'Urgell el 1822 al costat d'Eroles i de l'arquebisbe de Tarragona. Poc abans de la mort de Fernando VII va haver d'exiliar-se a França per formar part dels anomenats apostòlics, germen dels posteriors carlins.